# Ignati Stepanowitsch Schtschedrowski
Ignati Stepanowitsch Schtschedrowski (russisch Игнатий Степанович Щедровский, wissenschaftliche Transliteration Ignatij Stepanovič Ščedrovskij; * 15. Septemberjul. / 27. September 1815greg. in Raseiniai, Gouvernement Wilna, Russisches Kaiserreich; † 25. Dezember 1870jul. / 6. Januar 1871greg. in Moskau) war ein russischer Maler, der insbesondere Genrebilder, Lithografien und Zeichnungen aus dem russischen Volksleben schuf.

## Leben
Ignati Stepanowitsch Schtschedrowski absolvierte ein Studium an der Universität Vilnius bei Jan Rustem, das er im Anschluss von 1833 bis 1836 an der Sankt Petersburger Kunstakademie fortsetzte. Er schuf zahlreiche detaillierte Zeichnungen und Gemälde, die sich um eine zuverlässige Übertragung von Szenen des städtischen Lebens und Konkretheit in den sozialen Merkmalen urbaner Typen bemühten, nah an den Werken von Künstlern der venezianischen Schule. Seine Lithografien erschienenen in dem 1839 veröffentlichten Album Szenen aus dem russischen Volksleben sowie dieselben Zeichnungen mit weiteren Farbautolithografien 1845 und in Neuauflagen 1846, 1852, 1855.
Zu seinen Werken gehören Gemälde wie „Sbitenschtschik“ (1837, Russisches Museum, Sankt Petersburg) und „Tischlerwerkstatt“ (1839, Tretjakow-Galerie, Moskau).

Werkauswahl
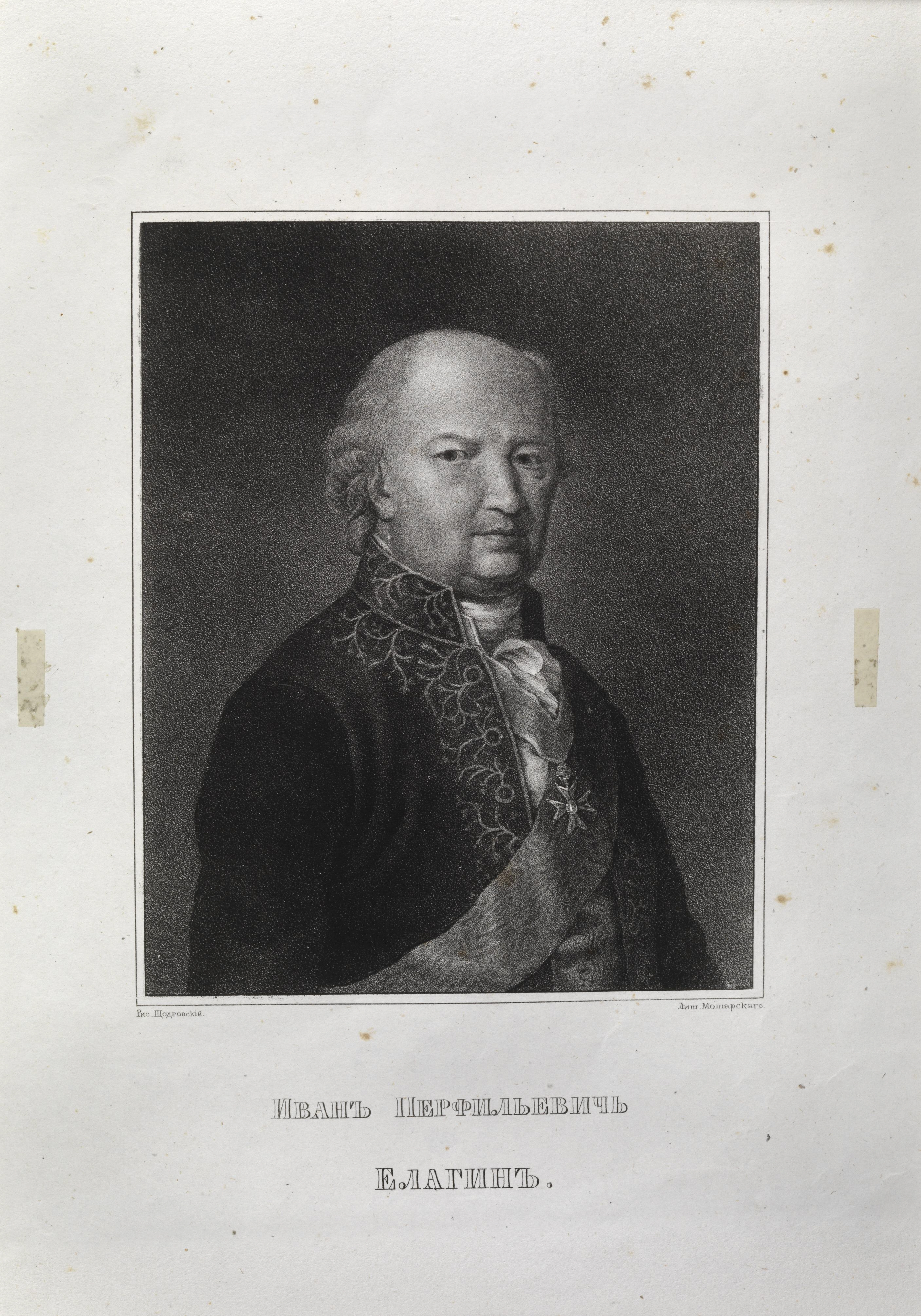
Porträt von Iwan Jelagin
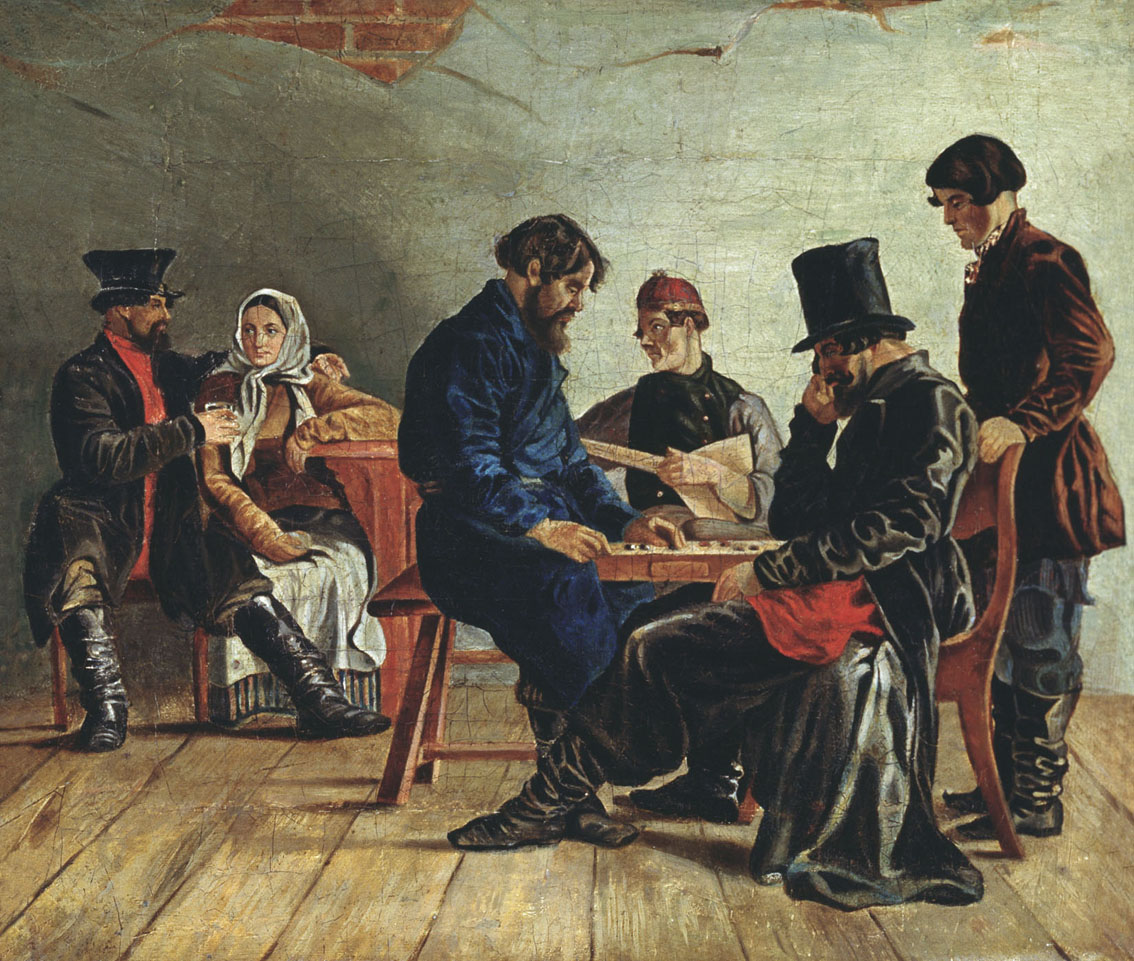
Damespiel

## Hintergrundliteratur
- B. Suris: Ignati Stepanowitsch Schtschedrowski, 1957
- Meyers Großes Personenlexikon, S. 1192, Mannheim 1968